# Vtol
::vtol:: — псевдоним медиахудожника Дмитрия Морозова.
Принадлежит направлению технологических жанров современного искусства, реализует свои идеи в робототехнике, саунд-арте (звуковая инсталляция / перформанс), art & science, кинетическом искусстве.
Определяет созданные объекты как автономные системы с интерактивными элементами. Многие из объектов подразумевают последовательную проработку концепций с целью создания «мифов», стоящих за каждой работой. Исследует темы хаоса и самоорганизации систем, анализируя социальные, биологические, физические явления. В своих работах постоянно обращается к концепциям «Глубоких медиа», «Археологии медиа», и спекулятивному дизайну. Куратор и исследователь Ольга Ремнёва называет Морозова «критическим инженером», для которого машина является способом описания взаимосвязей между устройствами, живыми и физическими телами, силами, системами и сетями. Другими словами, иррациональным образом используемые машины развивают и расширяют возможности когнитивной системы человека. Занимается разработкой и созданием экспериментальных музыкальных инструментов, модульных синтезаторов и контролеров/сетапов для звуковых перформансов. Проводит мастер-классы, лекции и образовательные программы на базе институций, музеев и образовательных учреждений в России и за её пределами. Резидент российского сообщества звуковых художников SoundArtist.ru.
Лауреат государственной премии в области современного искусства «Инновация» 2020 года, в категории «Художник года». Дважды лауреат Премии Курехина: в 2020 году (номинация art & science объект года) и 2013 году (специальный приз Французского института). Дважды, в 2015 и 2017 году получал почётное упоминание премии Prix Ars Electronica в категории Sound Art. Участник основного проекта 4-й Московской биеннале современного искусства (Москва, 2011 г.), крупнейшего фестиваля технологического искусства Ars Electronica (2015, 2017, 2018, 2019 гг.) и множества других международных выставочных проектов.

## Избранные работы

### Last breath / На последнем дыхании(2019)
Цитата автора: «В последнее время я активно занимаюсь разработкой концепции „пассивных инструментов“. Под такими инструментами я понимаю различные мультимедиа объекты, которыми не столько нужно управлять, сколько сосуществовать с ними, находясь в отношениях взаимного „гибридного“ симбиоза.

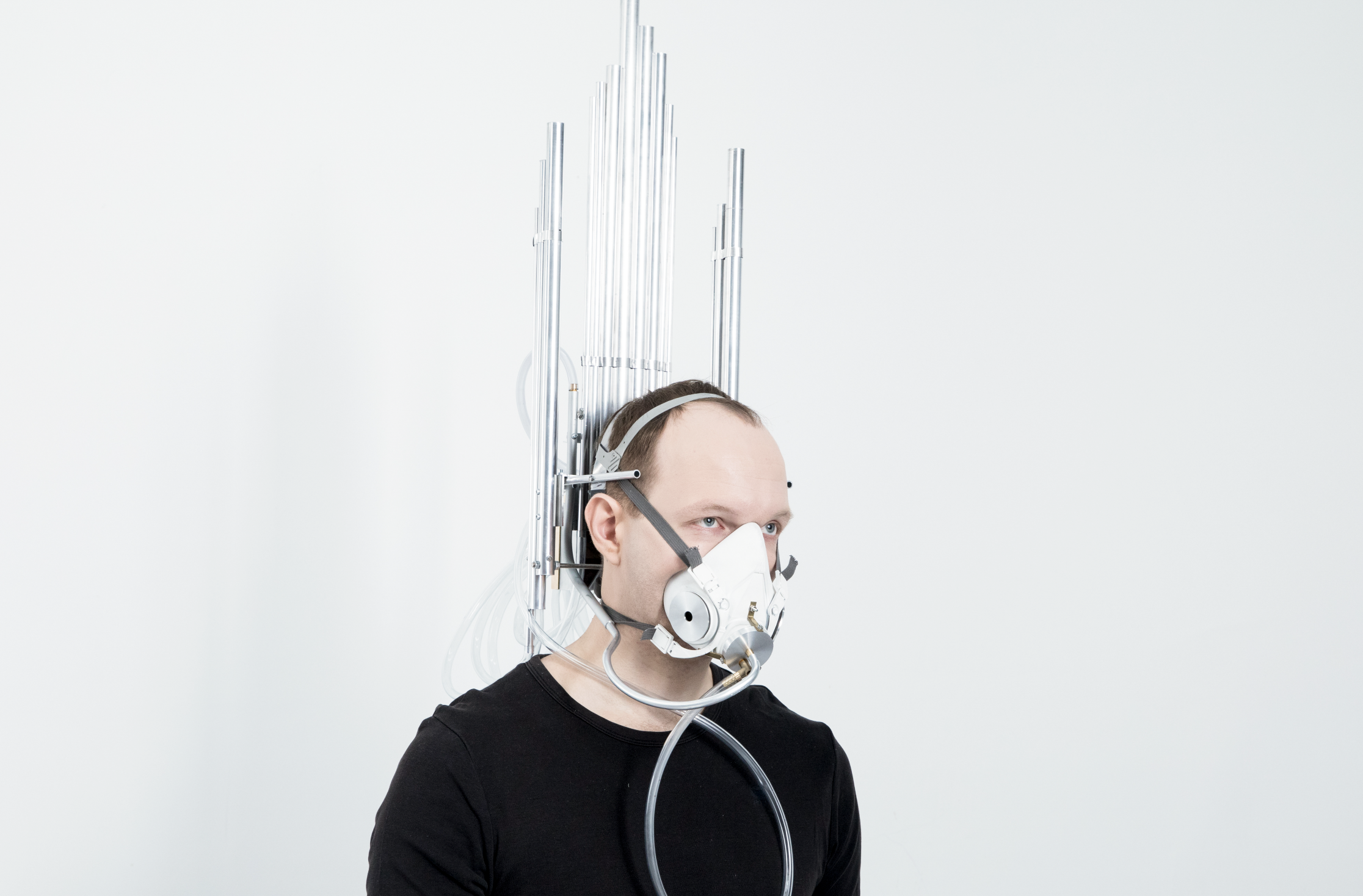
Проект „Last Breath“,
vtol::

Проект „На последнем дыхании“ — как раз пример подобного инструмента. Принцип работы объекта предельно простой — выдыхаемый воздух (его давление и скорость потока), активирует зависящий от параметров выдоха генеративный процесс, управляющий движением воздуха в орга́не. Объект не требует какой-то специальной техники игры, хотя изменение дыхания (умышленное или вызванное физиологическими причинами) напрямую влияют как на динамику игры, так и на остальные параметры генерации звукового потока.
Идея этого проекта пришла ко мне в процессе внезапно возникших переживаний и опасений по поводу своего здоровья. Не то чтобы у меня были действительные основания беспокоиться за свою жизнь, но, с другой стороны, исход всё равно известен и может наступить в любой момент. Я не испытываю экзистенциального страха смерти, наоборот, „переход“ — прекрасная тема для изучения в рамках художественной практики. Этот объект я рассматриваю в качестве предсмертной маски — ритуального инструмента угасания, на котором можно играть, когда сил использовать какой-то другой инструмент уже не осталось. До последнего вздоха. Исходя из этого и сформировался конечный образ объекта: стерильная кибер-готика, новые ритуалы, о́рганы поддерживающие работу орга́на».

### Conus(2013)

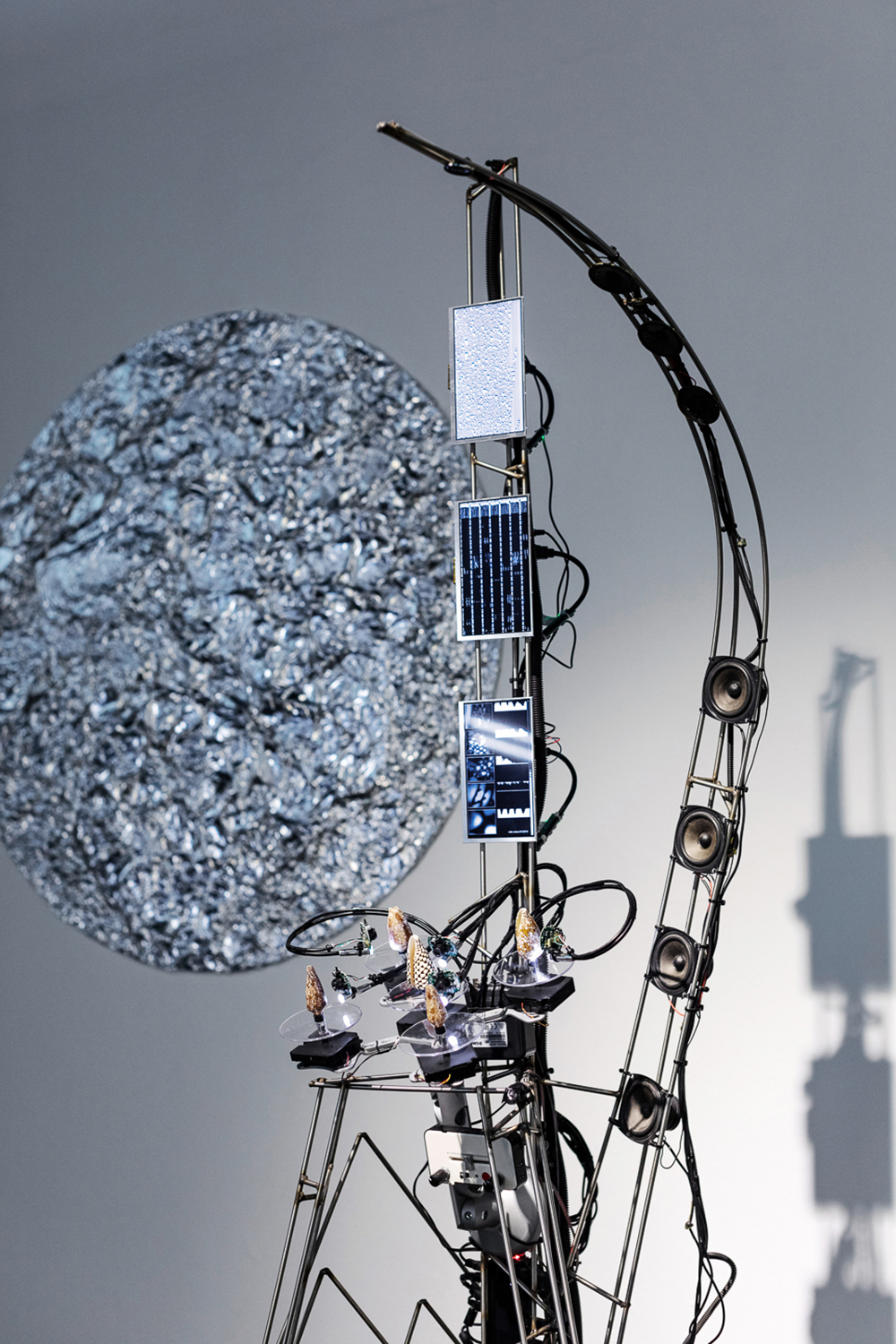
Инсталляция «CONUS», ::vtol::

Проект основан на идее применения клеточных автоматов как отправной точки создания генеративных звуковых и видео образов в реальном времени. В знаменитой книге «A new kind of sience», математик Стивен Вольфрам, в том числе касается реальных примеров, основанных на использовании простых правил при построении сложных систем в природе (клеточных автоматах). Одним их самых ярких и наиболее приближенных, как в математическом так и в визуальном плане, примеров является принцип формирования рисунка на раковинах некоторых видов небольших тропических моллюсков. Для инсталляции отобрано несколько раковин Conus Textile с наиболее сложным и выразительным рисунком. Каждая из раковин закреплена на вращающейся платформе и сканируется при помощи самодельных цифровых микроскопов. Специально разработанный компьютерный механизм анализирует полученное изображение и трансформирует его в управляющие сигналы для системы синтеза звука и визуальных образов.

### OIL(2014)

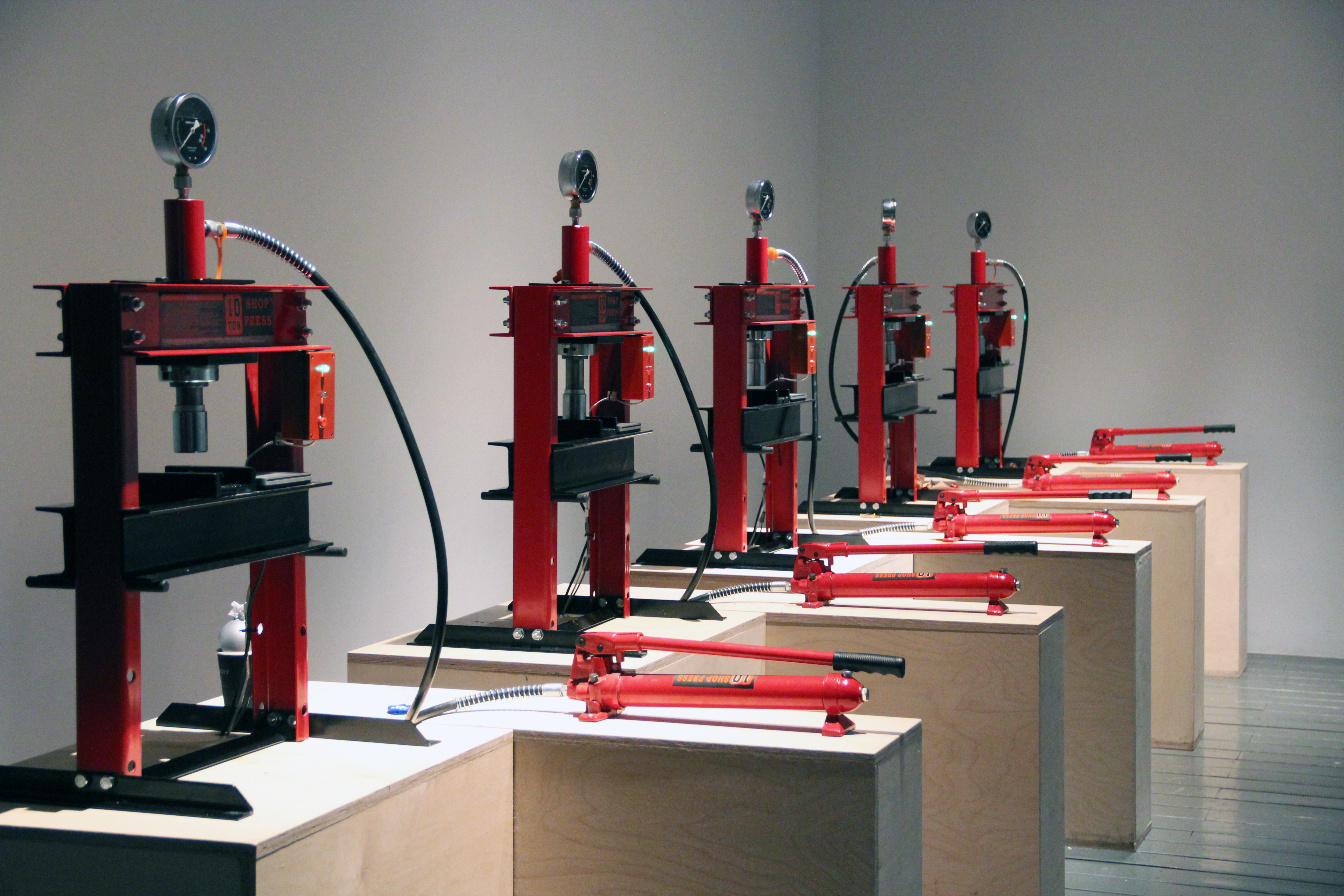
Инсталляция «OIL», ::vtol::

Основная идея проекта — предложить посетителям выставки разрушить любой предмет который у них может оказаться с собой, для того чтобы трансформировать его в уникальное звуковое произведение. Инсталляция представляет собой гидравлический пресс, способный разрушить практически любой предмет, который может оказаться у посетителя с собой (мобильный телефон, очки, наушники и т. д.). В процессе разрушения специальный микрофон записывает звук деформации предмета, а компьютерный алгоритм трансформирует эту короткую запись в звуковое сочетание длительностью около 20 минут, которое полностью создано из записанного фрагмента.
Проект призван провоцировать посетителей на спонтанное избавление от материальных объектов ради создания собственного произведения искусства. Тем самым происходит декодирование предмета массового потребления в индивидуальное произведение через лишение, избавление, разрушение. При этом звук как главное медиа выбран специально, так как sound art (звуковое искусство) можно условно считать наименее материальным и наиболее абстрактным из всех жанров в искусстве. Проект создан при поддержке музея современного искусства «ГАРАЖ». Москва.

### MELT(2018)

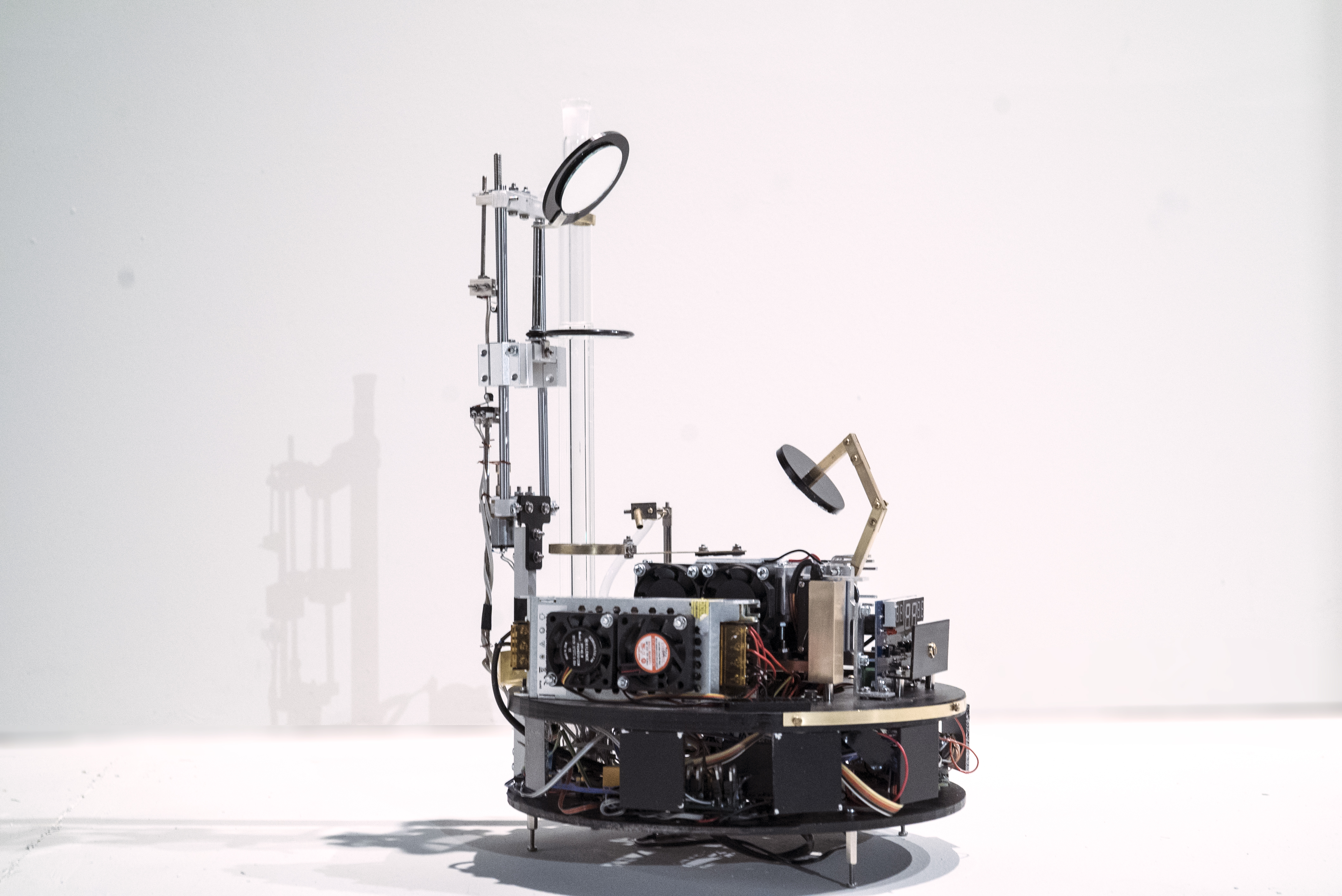
Объект «MELT», ::vtol::

Проект представляет собой автономное роботизированное проекционное устройство. Его центральная часть состоит из стеклянной ёмкости, наполненной водой. Вода в ней периодически замораживается при помощи специального электрического элемента (элемента Пельтье), после чего свет, идущий через оптическое устройство, начинает плавить получившийся в результате лёд. Постепенно плавящийся прозрачный лёд — это единственное, что порождает изображение. По сути дела, в проекте используется самомодифицирующаяся линза, которая создаёт оптические эффекты и искажения на основе различных агрегатных состояний воды. Принципиально важна тема циклического перехода вещества из одного состояния в другое (подобно маятнику) и прозрачность используемых средств, в которых сообщение создаётся и распространяется практически без участия какого-либо внешнего нарратива. Это послание света, электротока, кристаллов и линз, то есть медиальных носителей, сохраняющих свое автономное измерение.

### 12 262(2018)

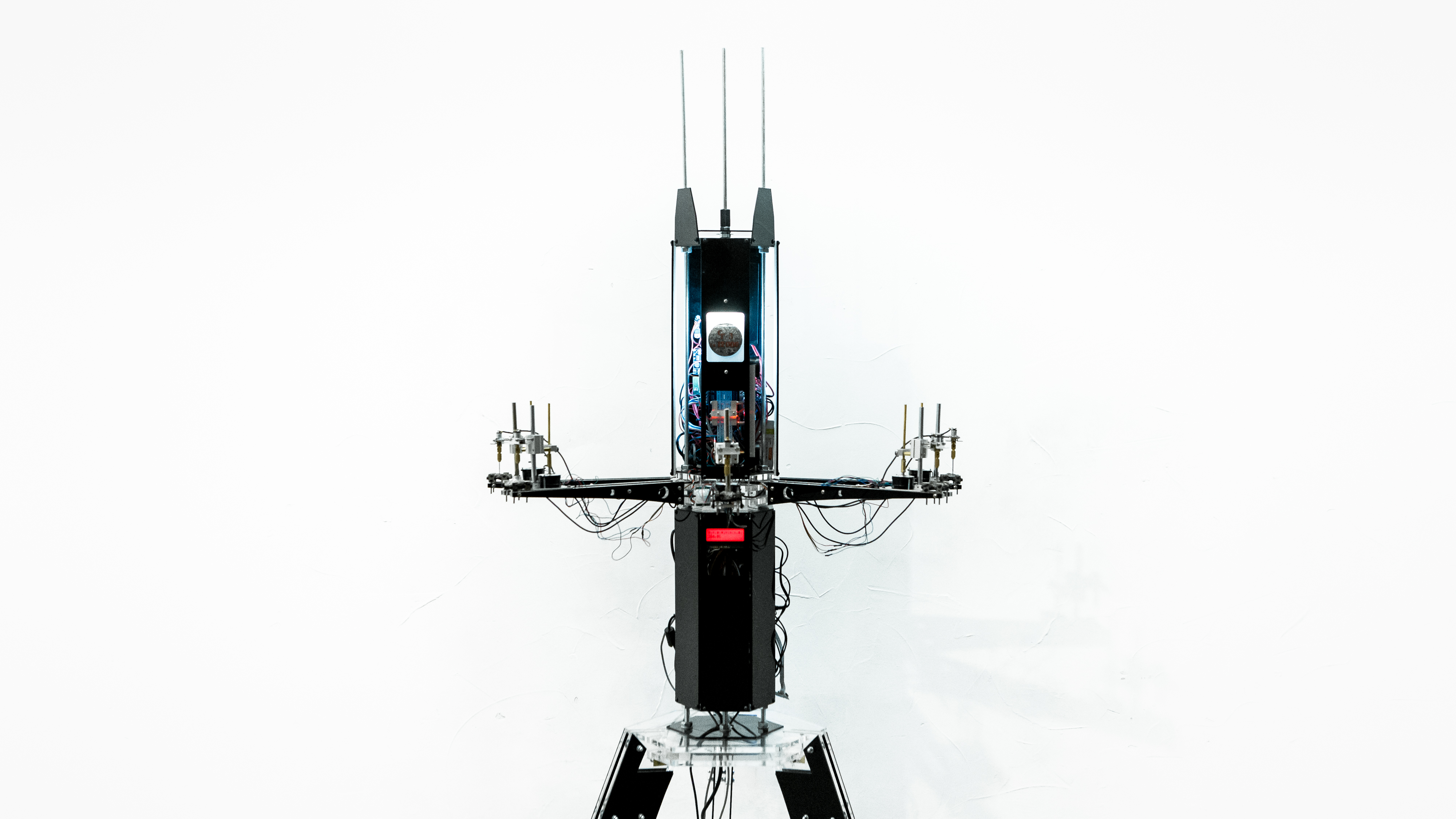
Инсталляция «12 262», ::vtol::

Мультимедийная инсталляция «12 262» — посвящение легендарному советскому проекту СГ-3 — Кольской сверхглубокой скважине, которая располагается в нескольких десятках километров от города Заполярный, в Мурманской области. На момент развала СССР эта научно-исследовательская скважина была самой глубокой в мире. После прекращения работ скважина была заброшена, её руины стали труднодоступным местом паломничества редких туристов.
Автору инсталляции удалось побывать на скважине, и среди разбитых лабораторий он нашёл рулон перфоленты от одной из вычислительных машин, располагавшихся на научной станции. Этот рулон стал отправной точкой в создании данной работы.
Проект представляет собой звуковую инсталляцию, в реальном времени использующую данные, расшифрованные с этой компьютерной перфоленты. Считывая данные, главный контроллер инсталляции по специальному алгоритму отдаёт команды пяти кинетическим звуковым генераторам, которые представляют собой миниатюрные буровые механизмы. Получив команду, каждый из буров начинает сверлить небольшие образцы породы из скважины, которые автор инсталляции выкупал на аукционах и у коллекционеров. Звук бурения усиливается, обрабатывается и становится основой для бесконечной звуковой композиции, создаваемой объектом.
Позже автор отправился на станцию и установил инсталляцию над шахтой, чтобы спустя 28 лет после остановки возобновить бурение.

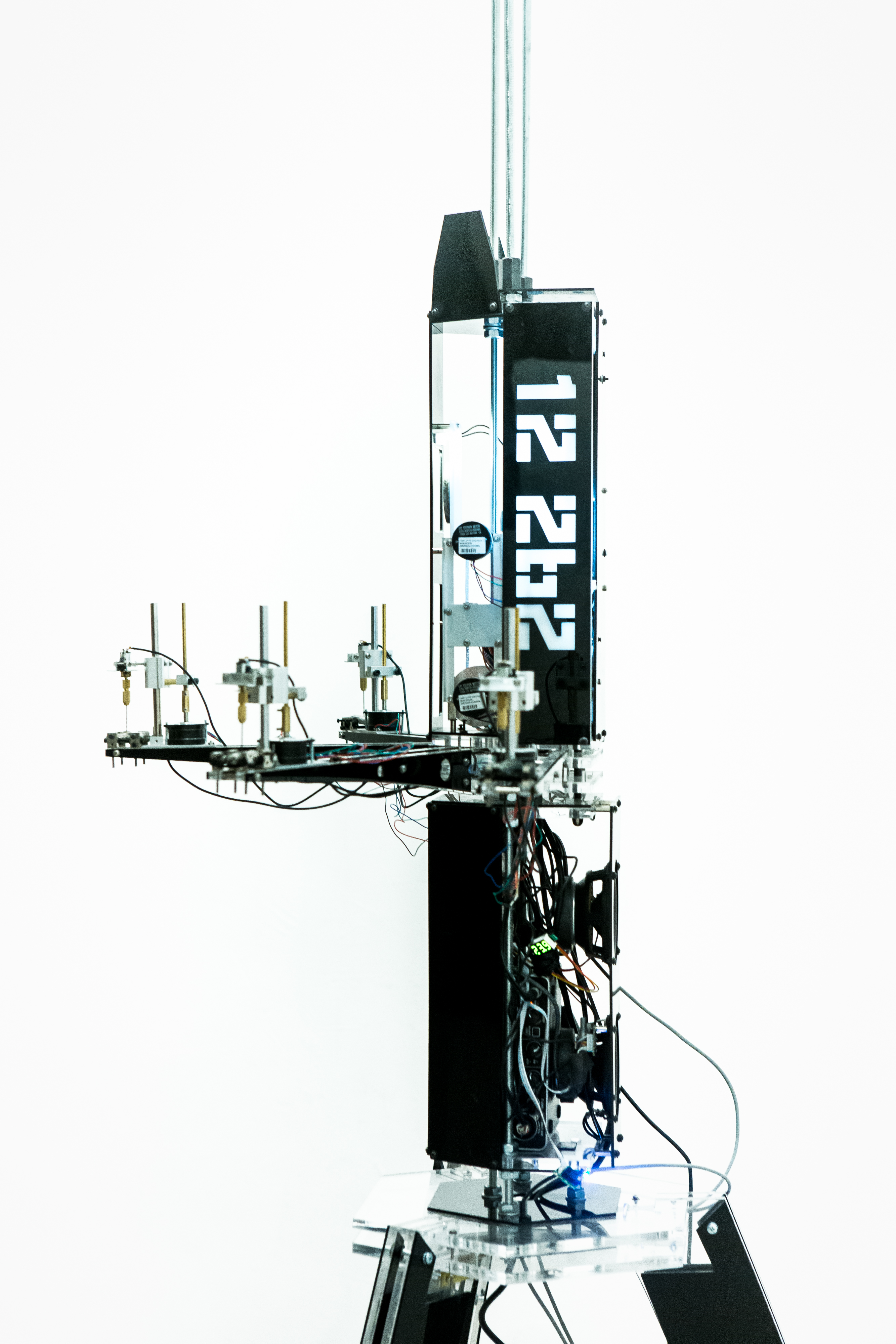
Инсталляция «12 262», медиахудожник ::vtol::

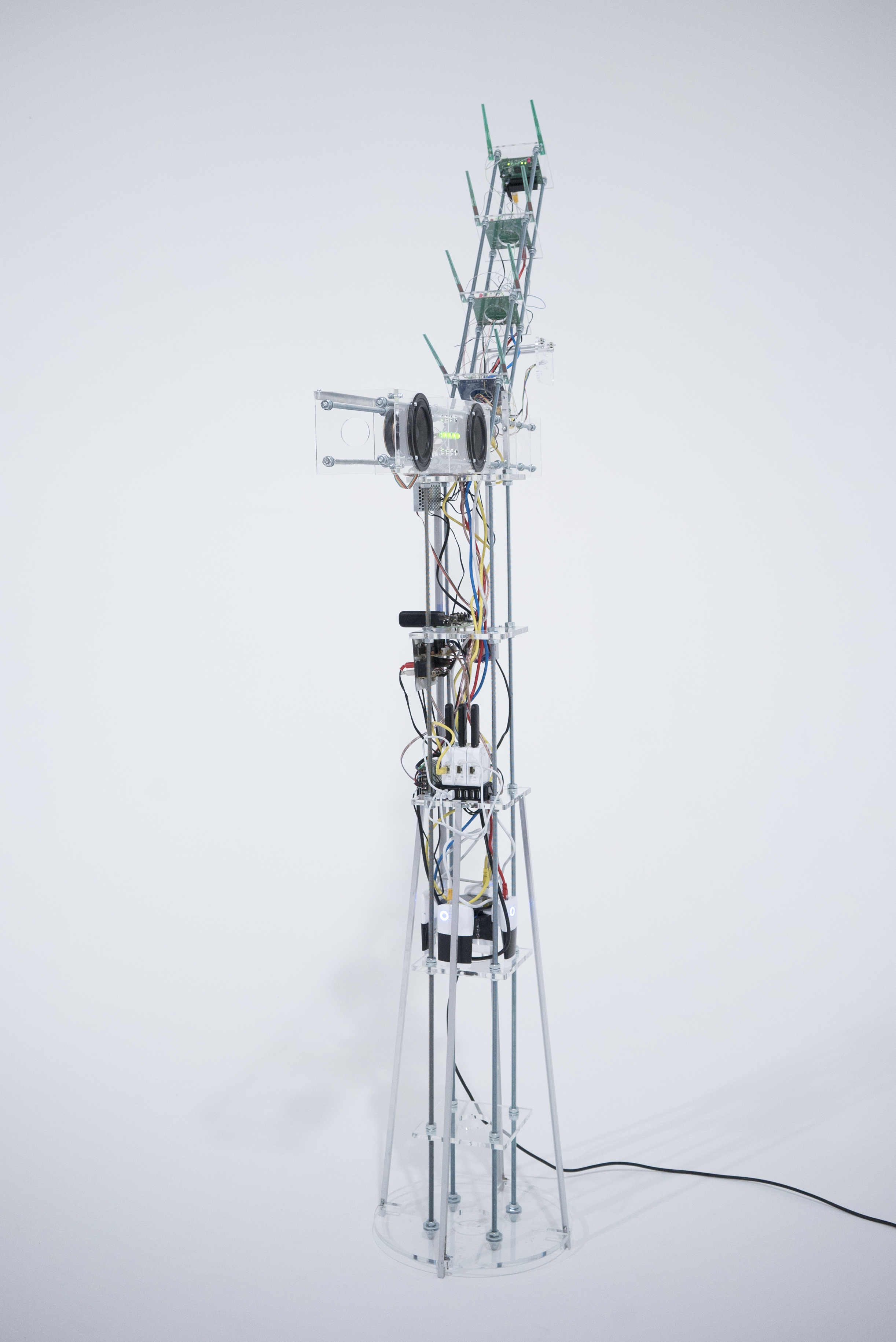
Инсталляция «Mayak», медиахудожник ::vtol::

## Галерея

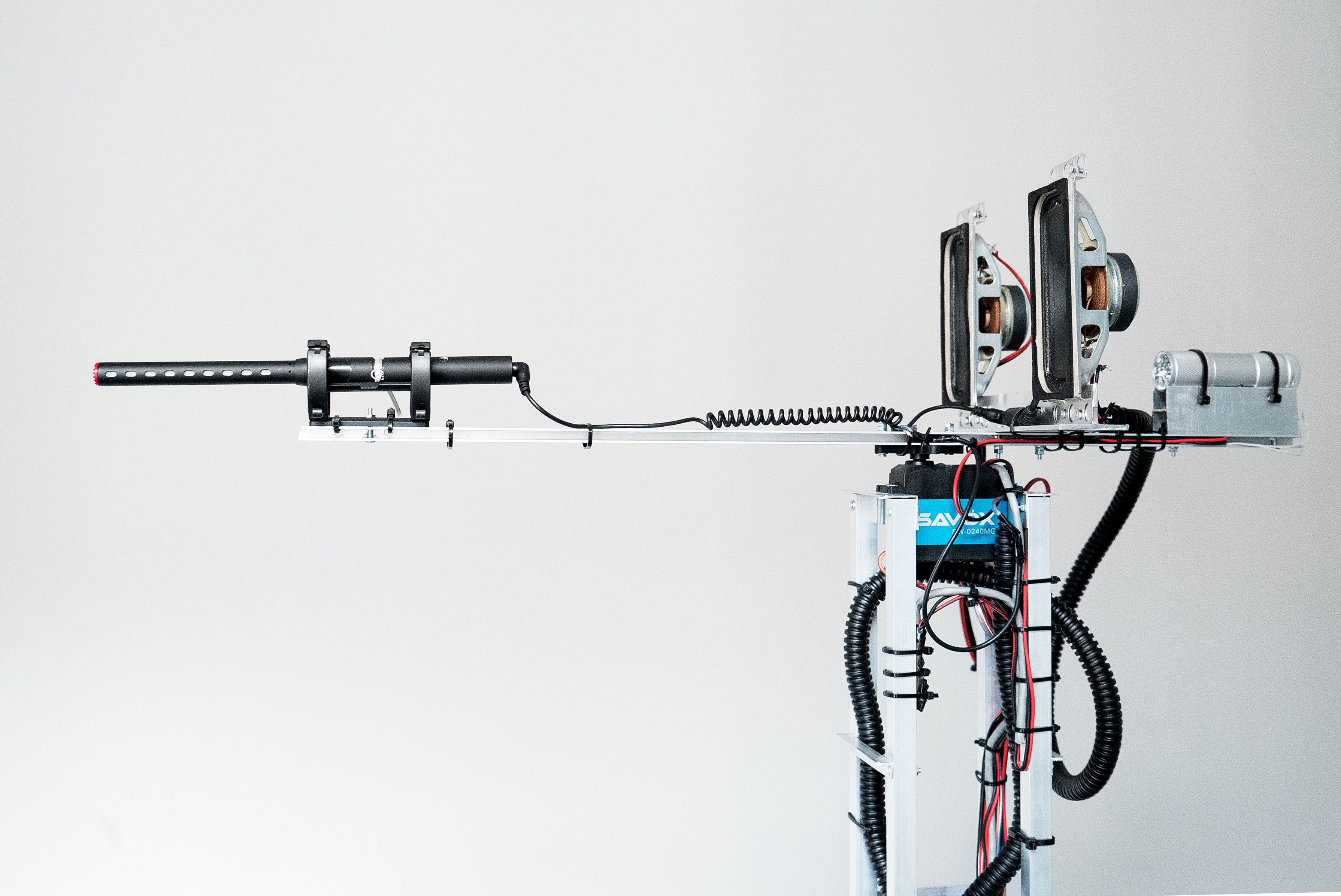
Collector — интерактивная звуковая инсталляция, 2017.
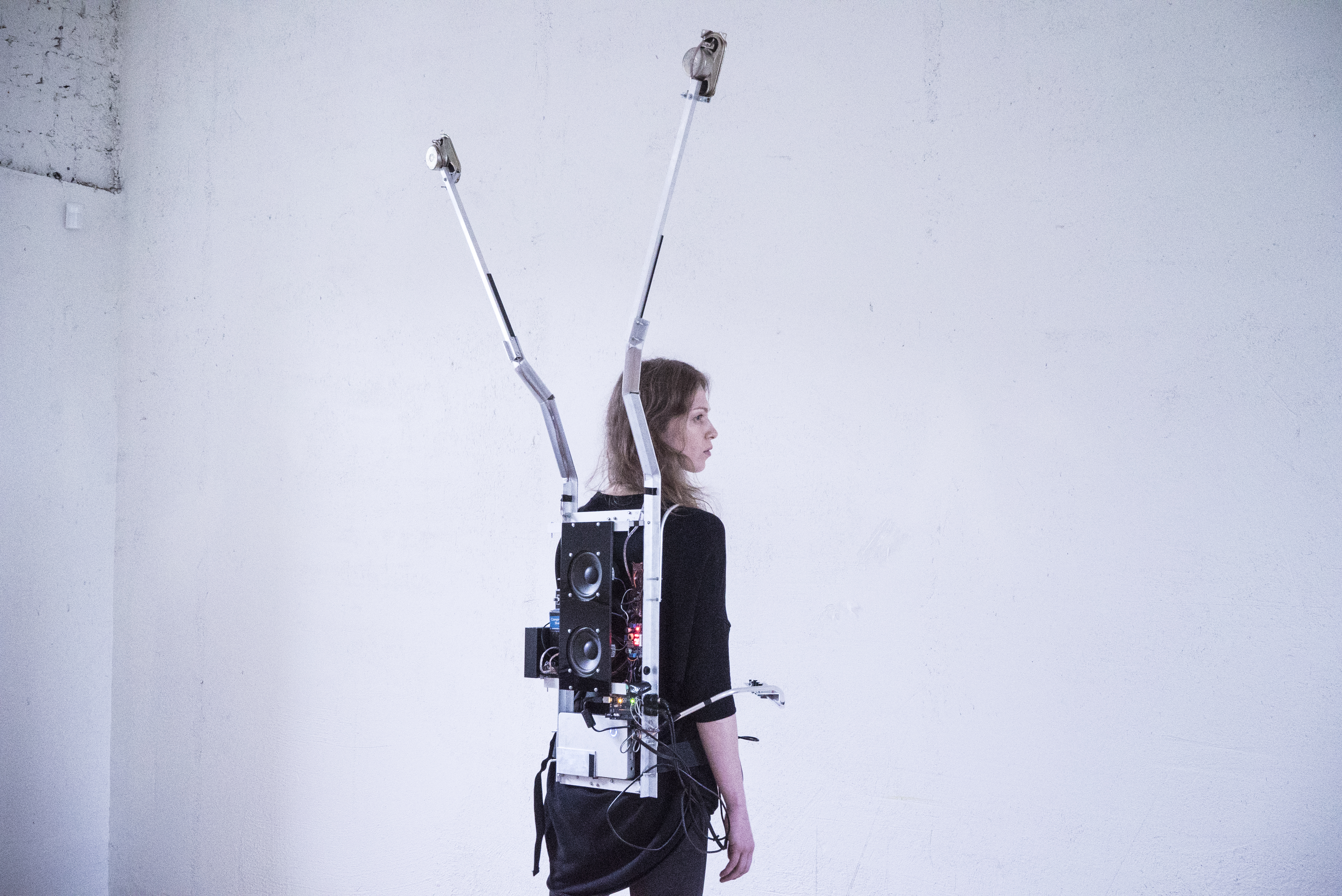
Tопот-м — носимый объект для перформансов, 2019.
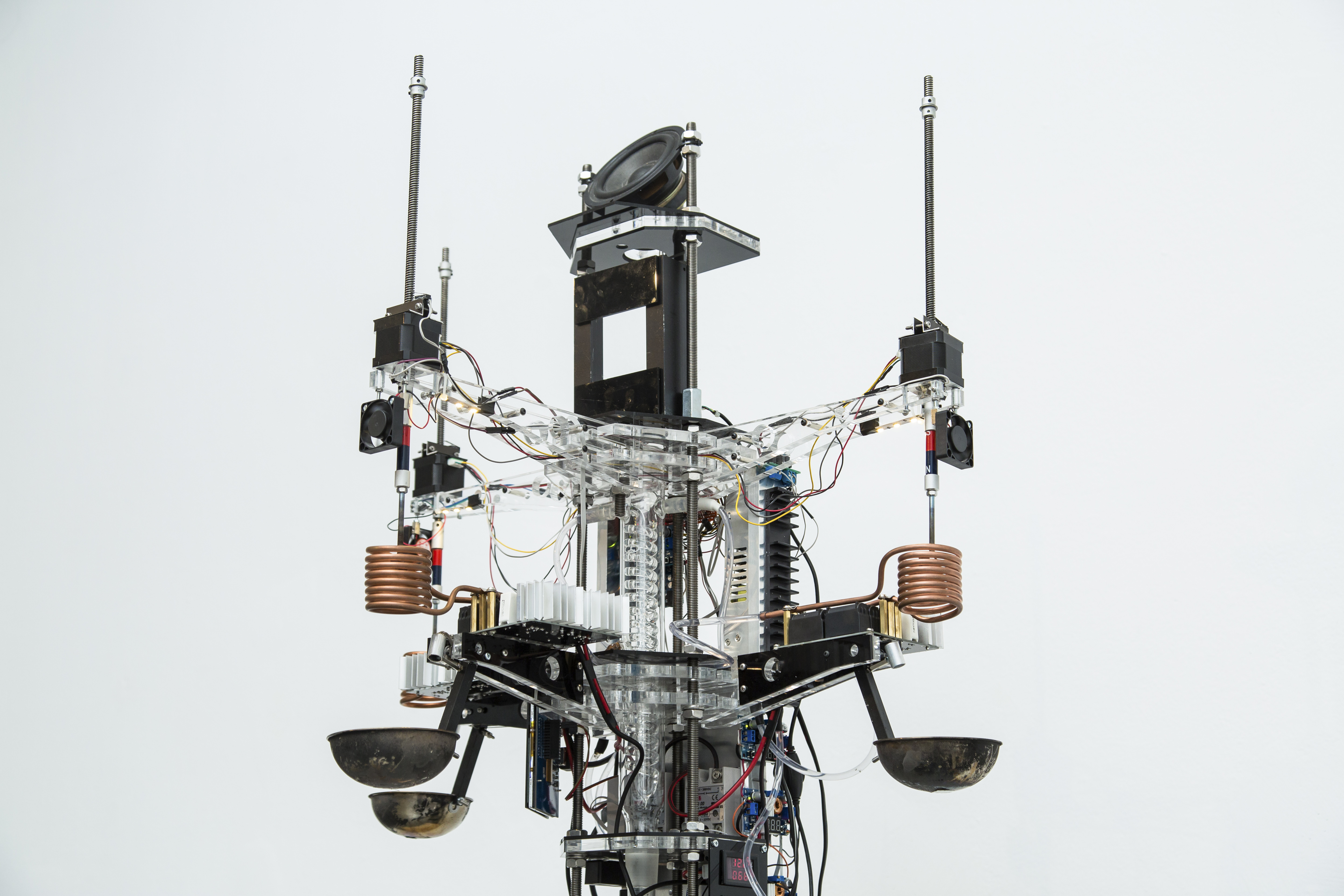
Guest — интерактивная инсталляция , 2019.
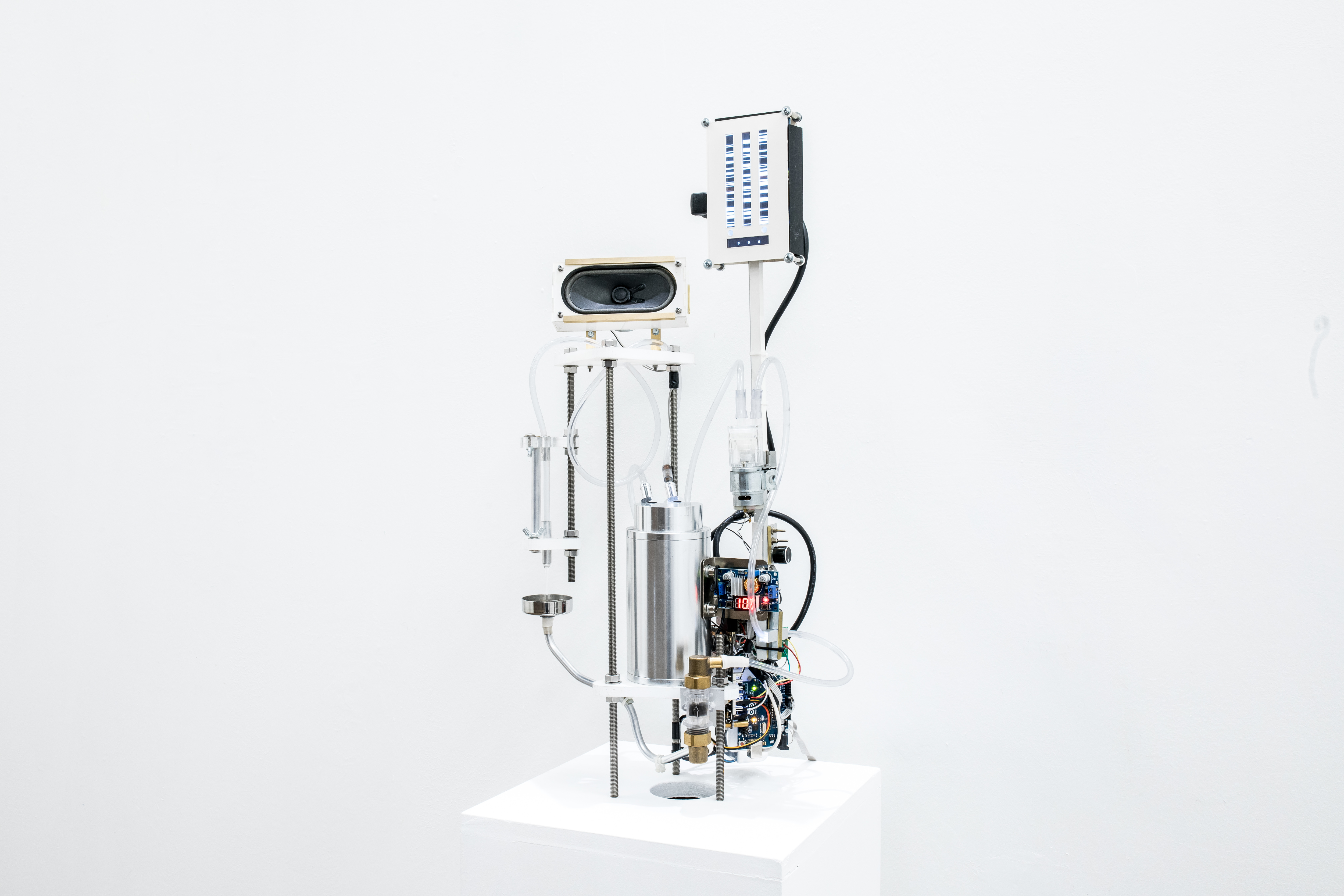
Floating point number — интерактивная инсталляция, 2019.
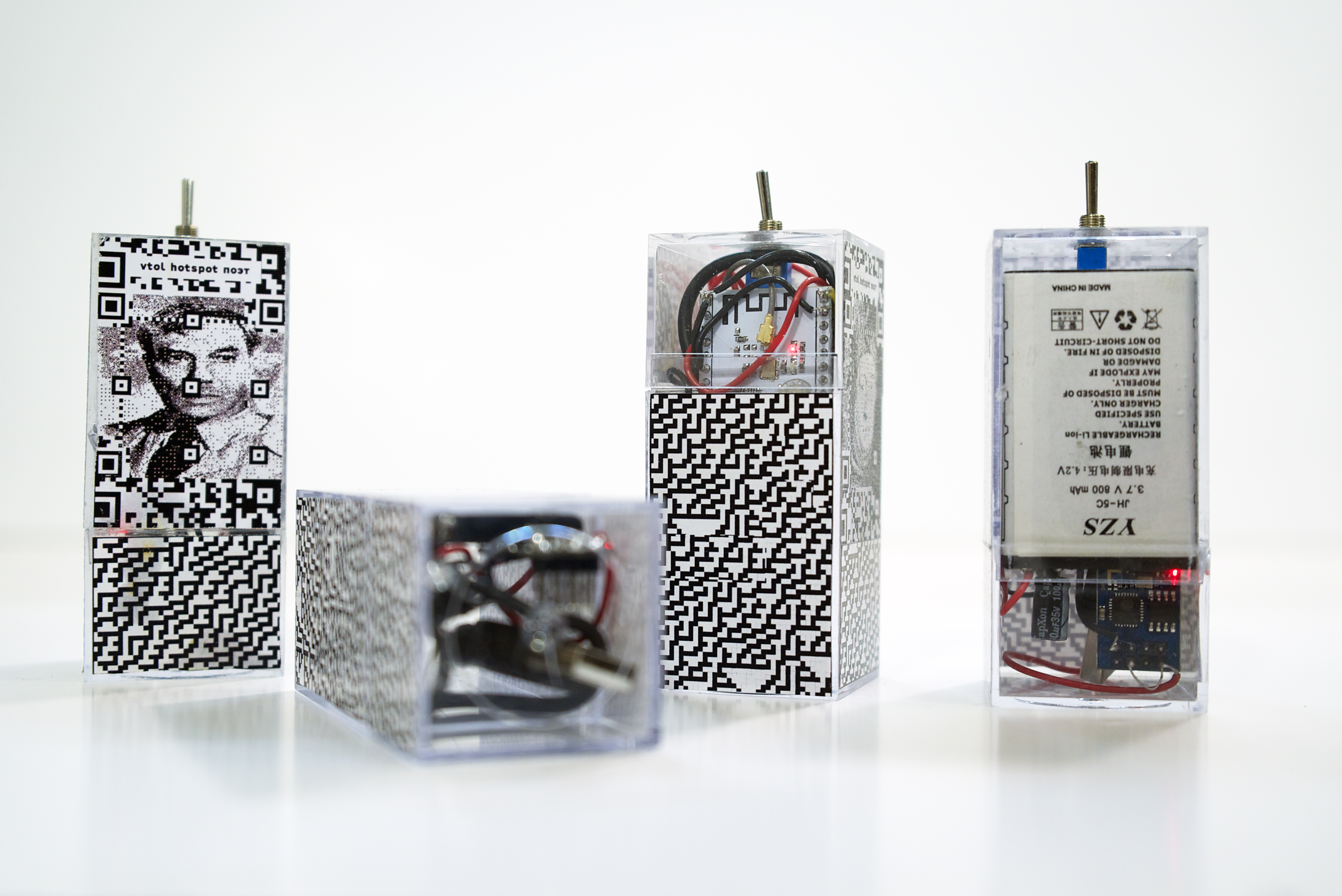
Hot spot poet — сетевые девайсы, 2016.

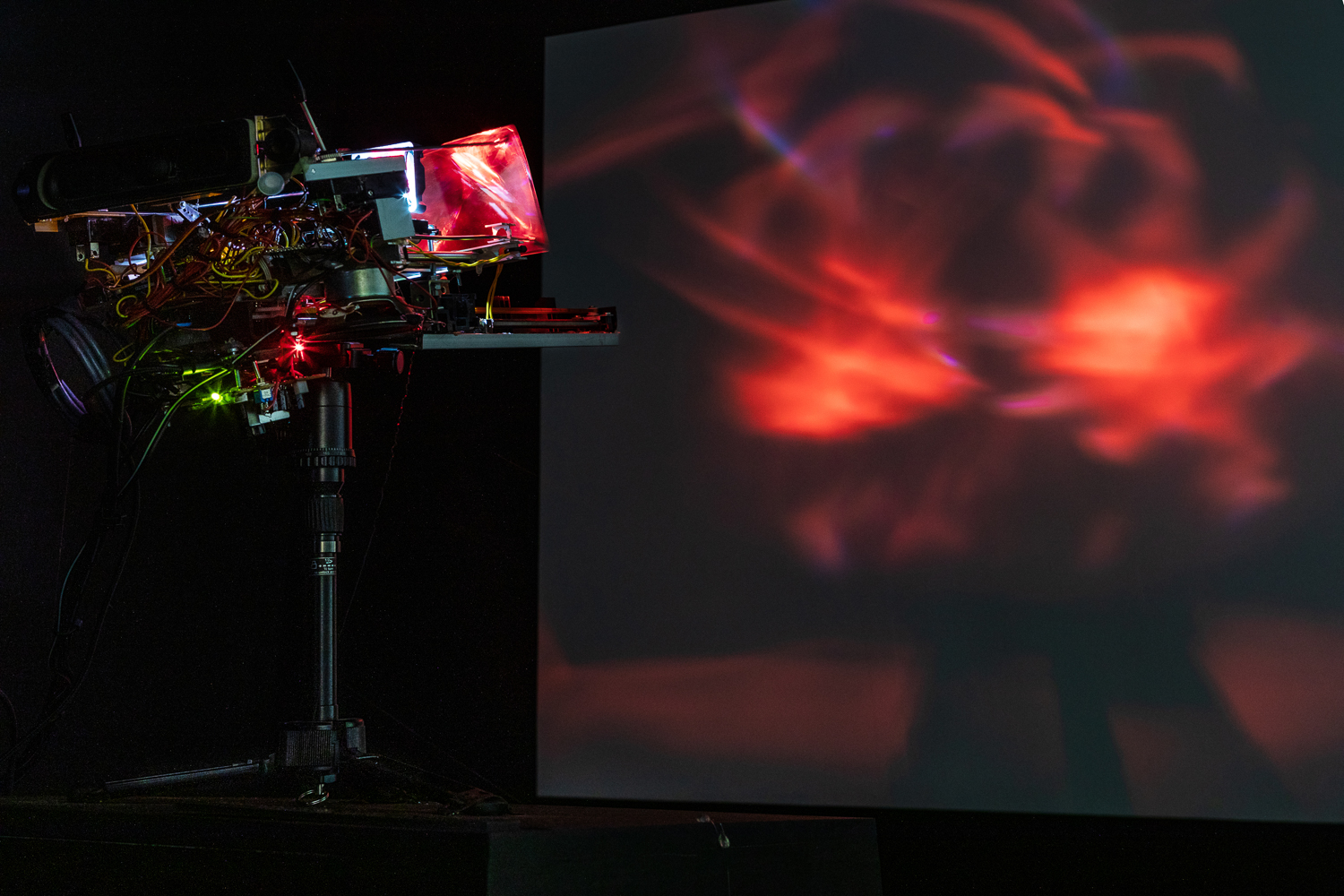
Red — автономный алгоритмический генератор световых абстракций, 2016.
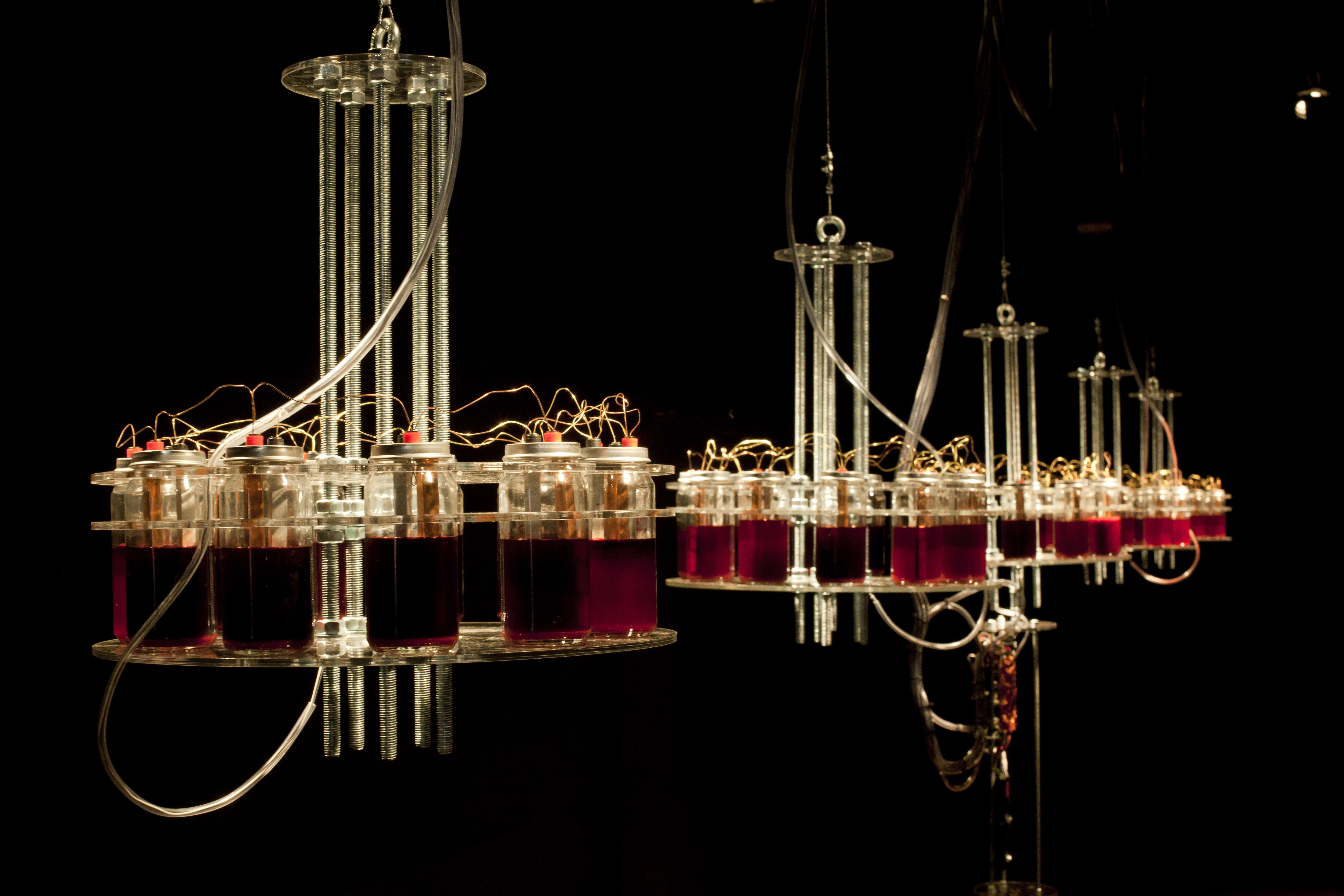
Until i die — звуковая инсталляция использующая кровь художника как электролит для батарей, 2016.
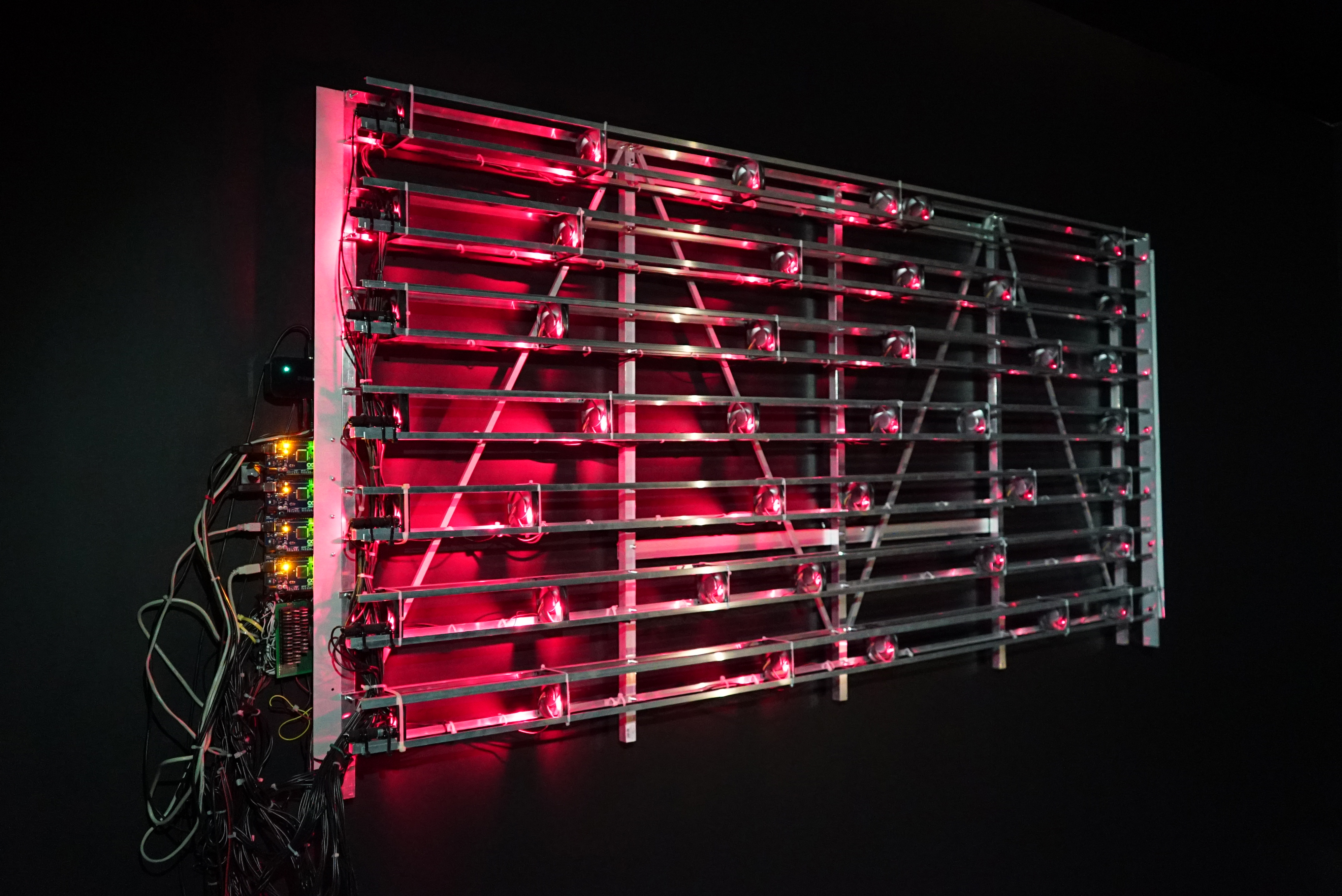
Divider — автономная звуковая и световая инсталляция, 2016.
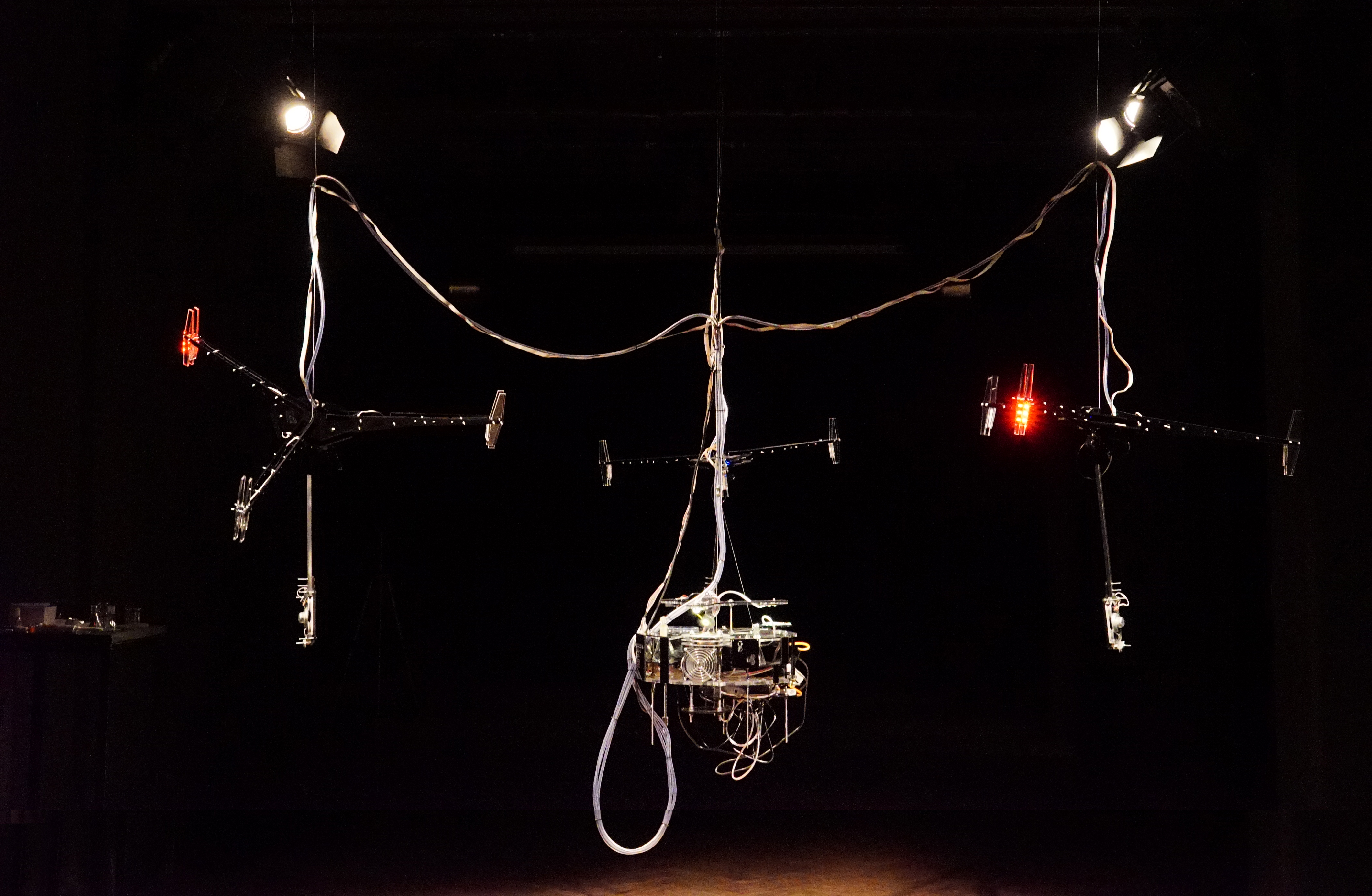
Poise-d — составная кинетическая и химическая инсталляция, 2018.
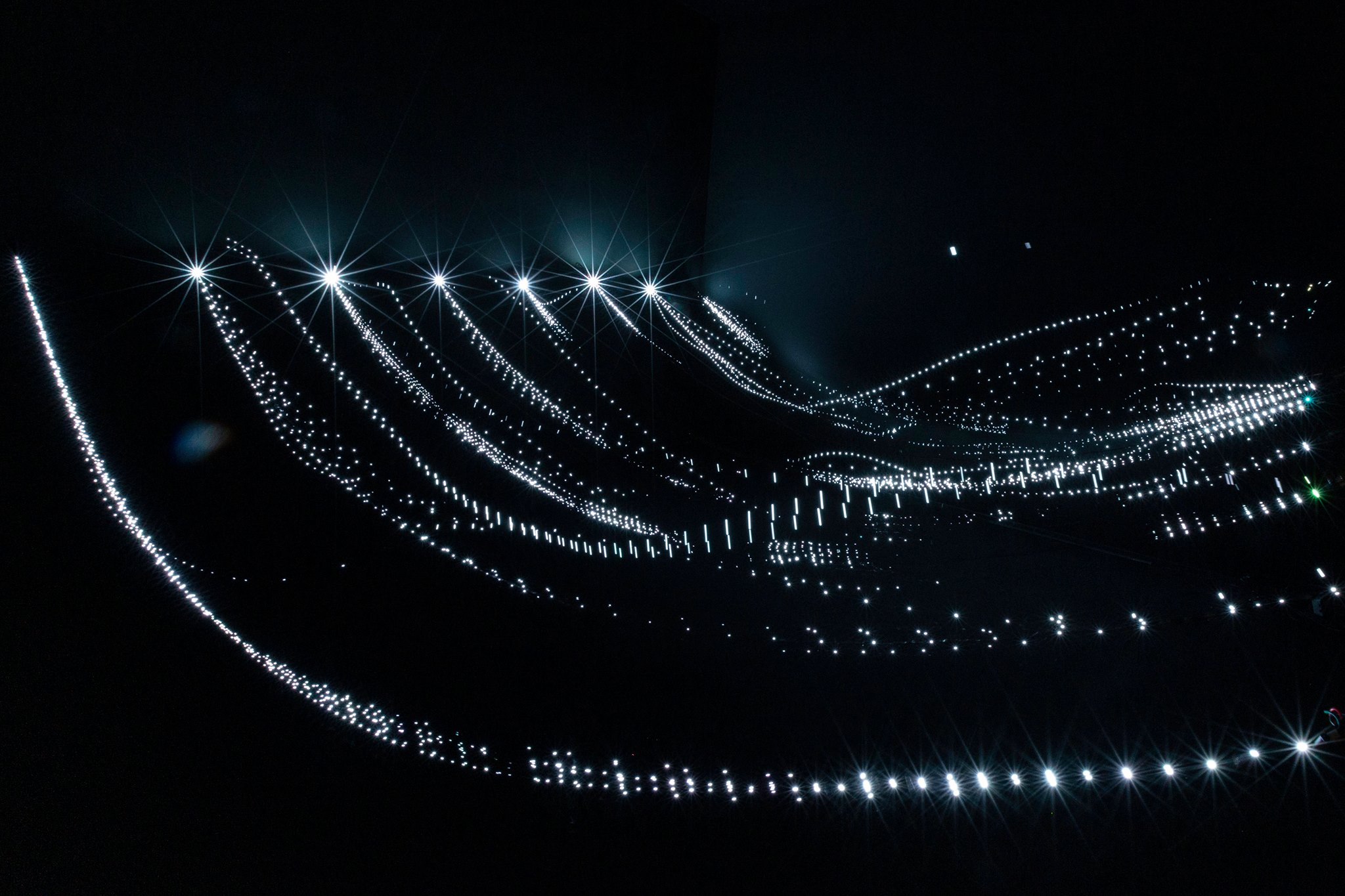
Wave is my nature — световая инсталляция, 2015.

## Музыкальные инструменты

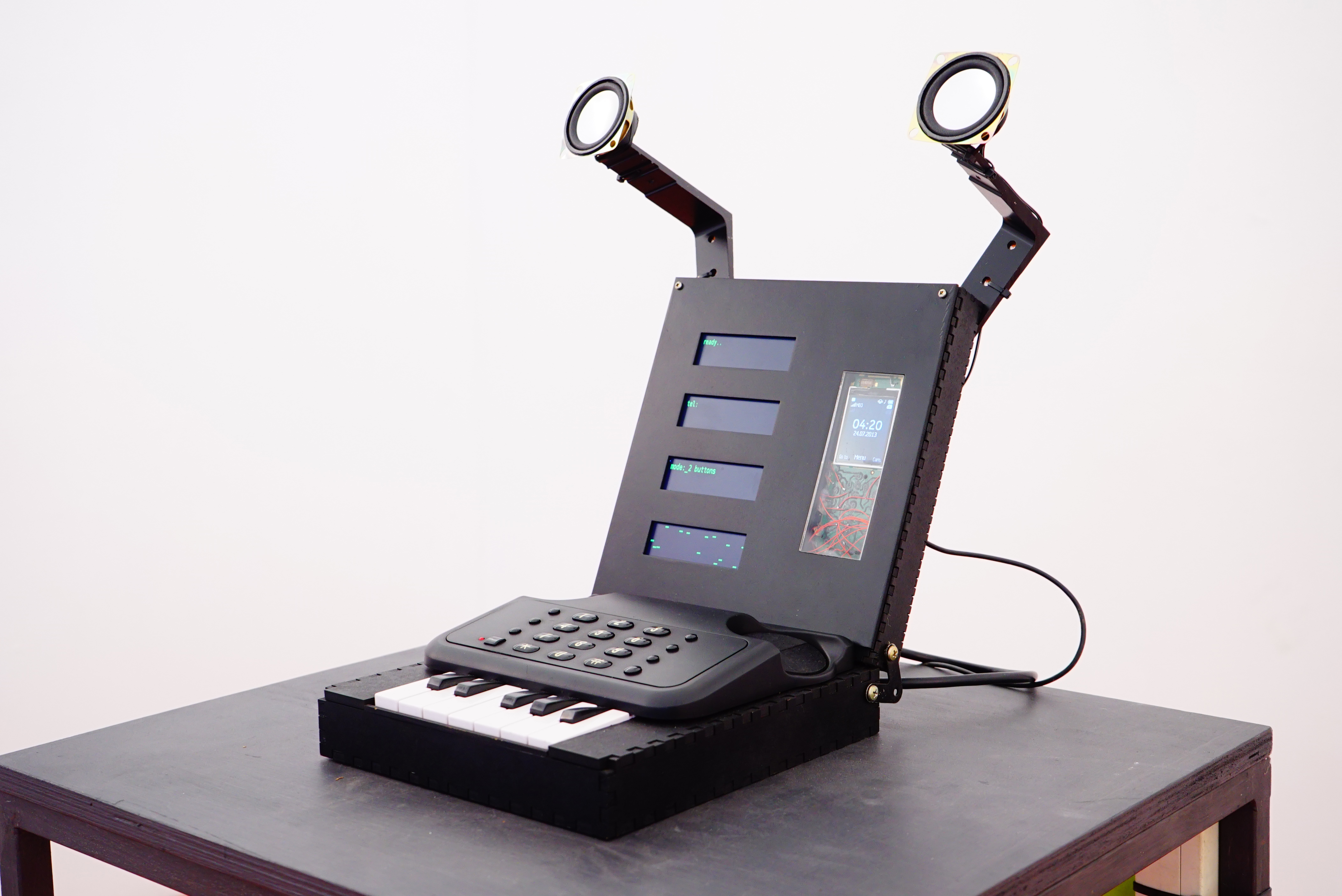
Prankophone, 2015.
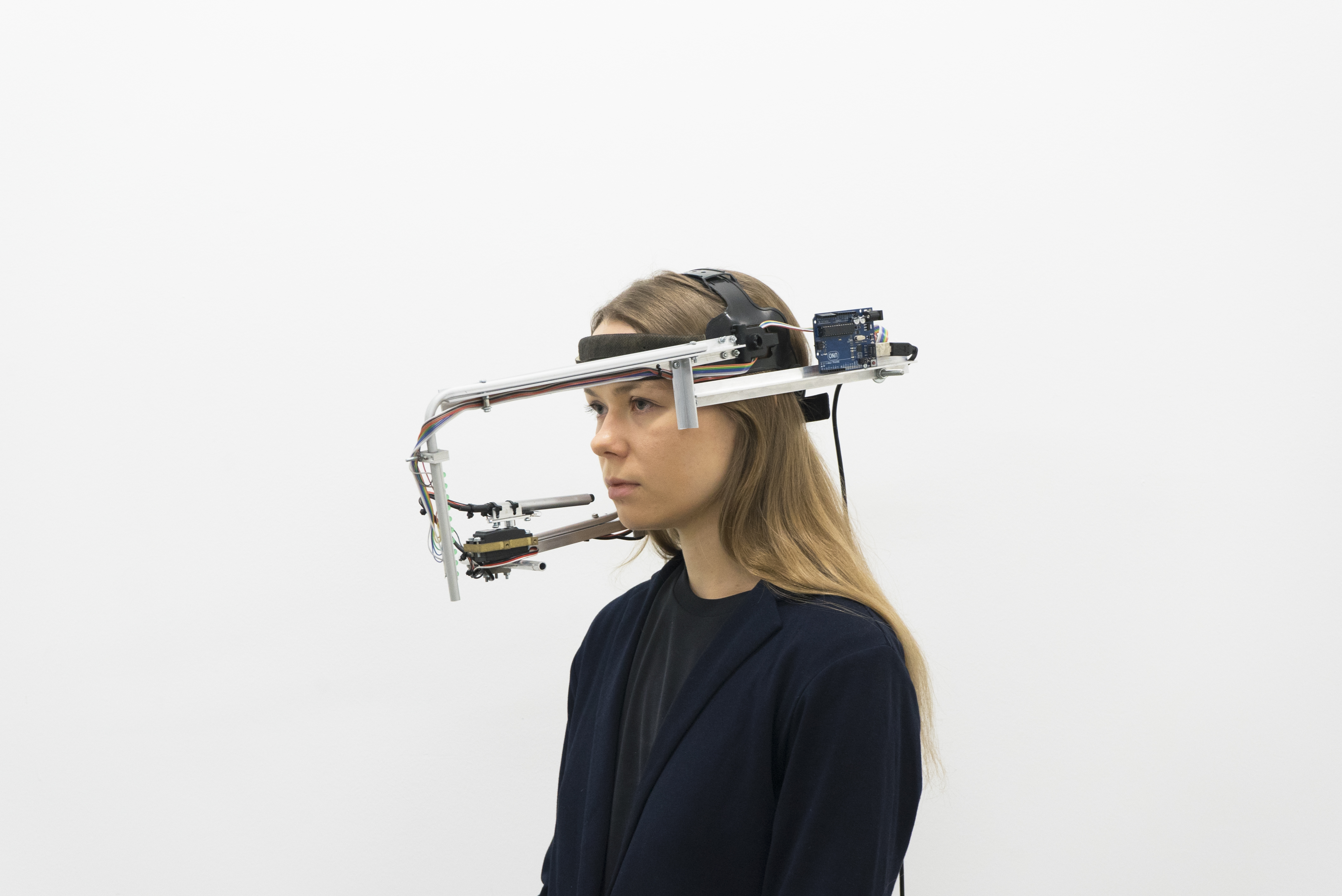
You, me and all these machines, 2017.
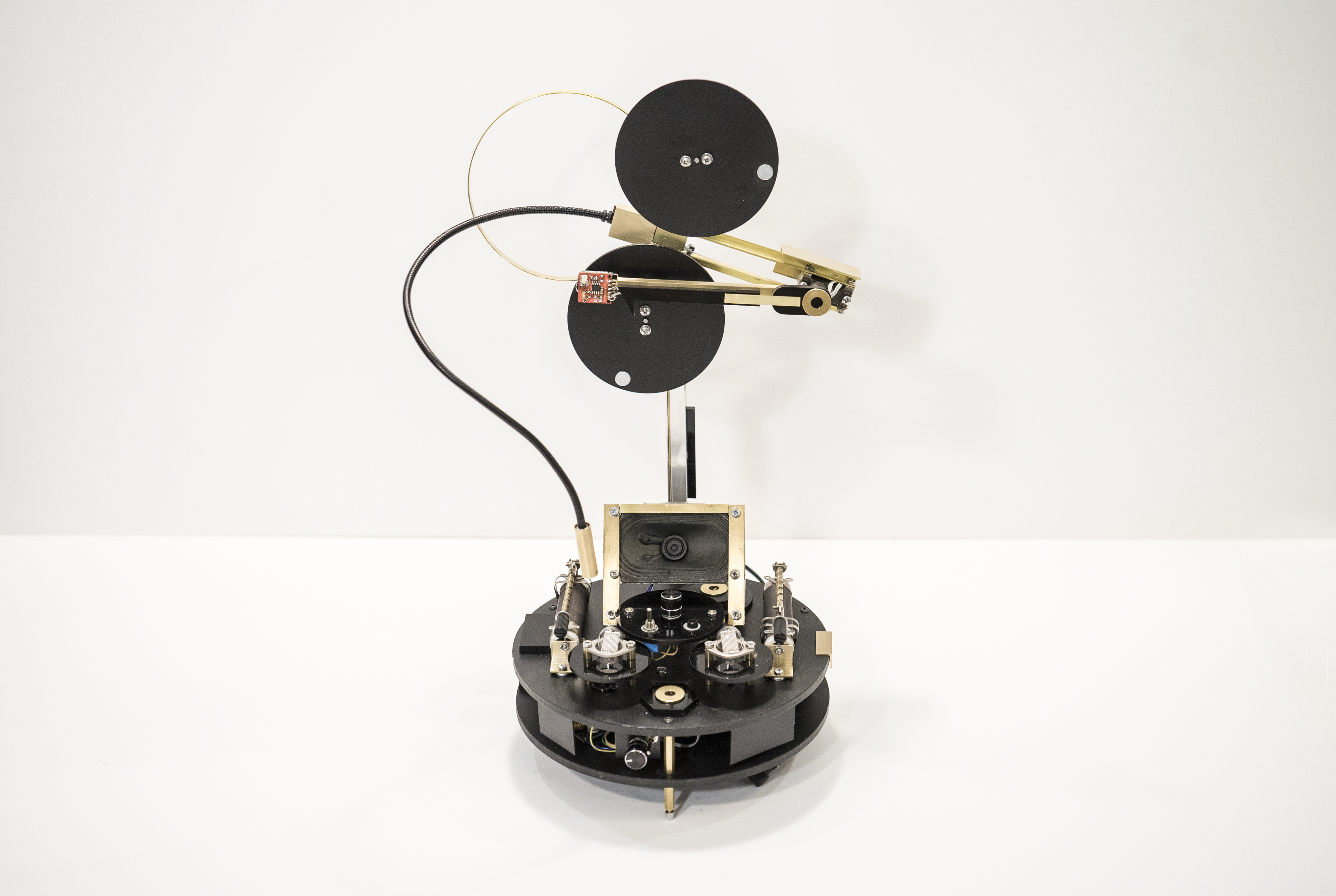
Magnetophone, 2018.
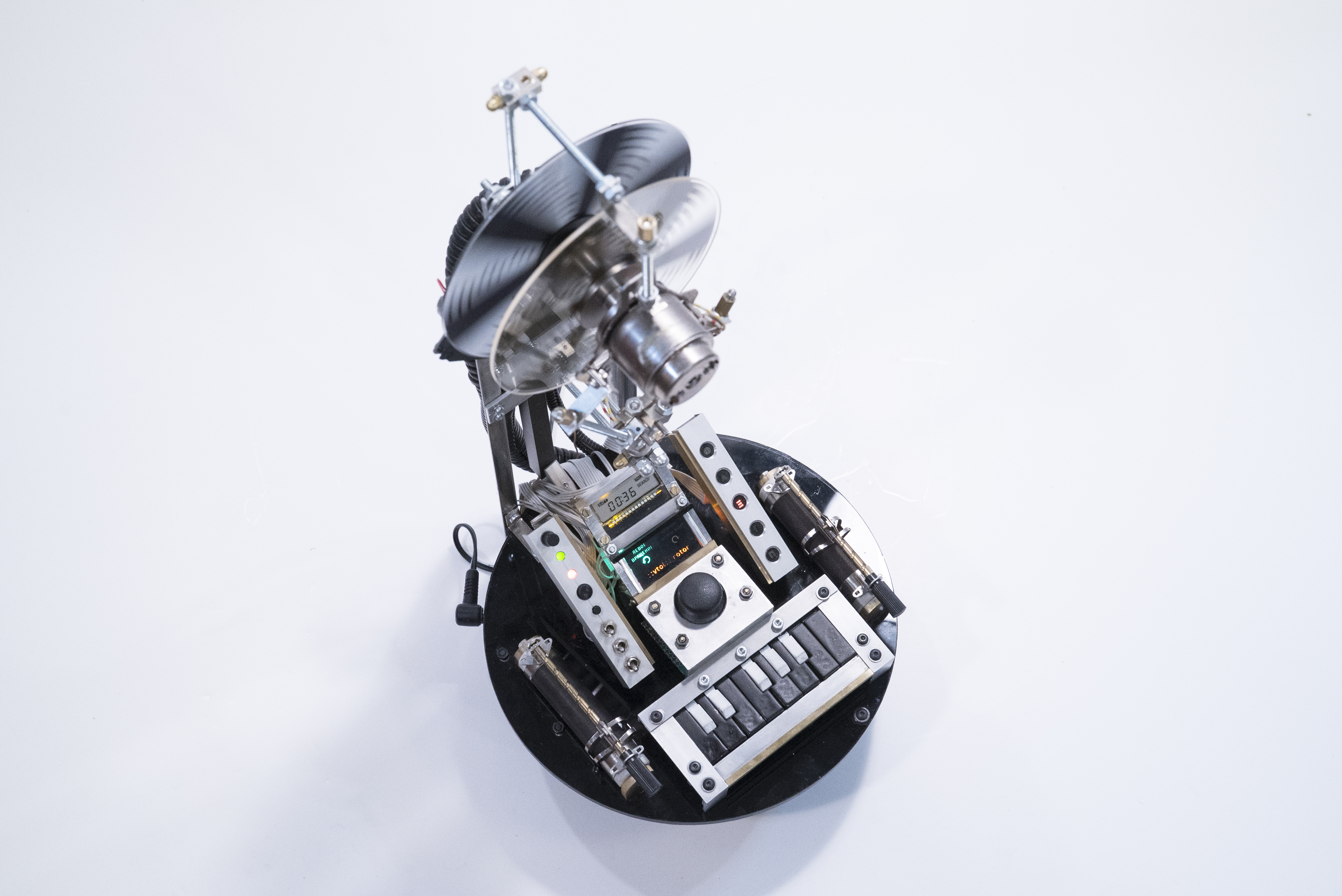
Rotor, 2018.
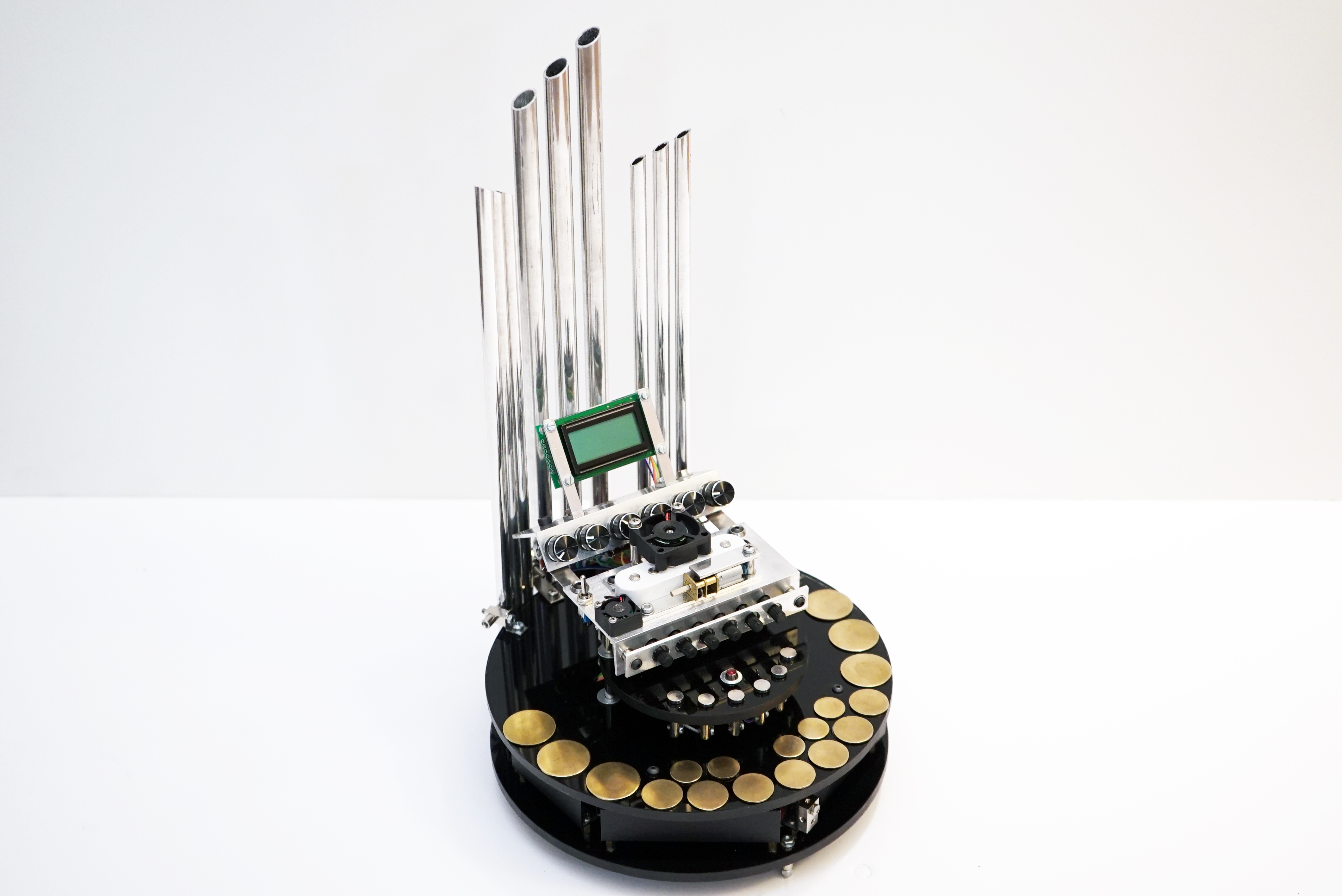
Motorgan, 2017.

## Награды и номинации, признание
Лауреат/Победитель:
- Премия Сергея Курёхина — победитель в номинации «art & science объект года» 2020 г., Санкт-Петербург.[41]
- Победитель грантовой программы для художников, работающих в сфере актуального искусства — 2020/2021 гг., Музей Гараж.[42]
- Премия Инновация 2020 г. — лауреат в категории «Художник года».[43]
- Конкурс NOVA ART 2019 г., Санкт-Петербург — лауреат.
- Ars Electronica 2017 г., Linz — почётное упоминание в категории «Digital Music and Sound-Art».
- Ars Electronica 2015 г , Linz — почётное упоминание в категории «Digital Music and Sound-Art».
- PRIX CUBE 2014 г., Paris — лауреат.[44]
- VIDA 16.0 Art and Artificial Life International Awards 2014 г. — почётное упоминание.[45]
- Премия Сергея Курёхина, 2013 г., Санкт-Петербург, Специальный приз от Французского института.[46]
- Lexus Hybrid Art Grant, Москва, 2012 г.[47]

Номинации:
- Премия Кандинского 2021 г., Москва, номинация в категории «Проект года».[48]
- PowSolo Awards, финалист. 2020 г.[49]
- [[Премия Кандинского#12-я Премия Кандинского — 2019|]] 2019 г., Москва, номинация в категории «Молодой художник года».[50]
- Starts Prize 2017 г., Linz — номинация.[51]
- Премия Сергея Курёхина, 2014 г., Санкт-Петербург — номинация в категории «Public art».[52]
- Премия Инновация 2013 г., Москва, номинация в категории «New generation».[53]

Рейтинги:
- В 2020 году вошёл в список «100 Most Creative Russians» (100 креативных лидеров России).[54]
- В 2020 году вошёл в Топ-50 самых перспективных российских художников, по версии журнала The Art Newspaper Russia.[55]
- В 2020 году вошёл в Российский инвестиционный художественный рейтинг 49ART, представляющий выдающихся современных художников в возрасте до 50 лет.[56]
- В 2015 году вошёл в список перспективных художников по версии журнала Forbes.[57]

## Персональные выставки
2021
- «Диапазон измерения», Галерея Anna Nova, Санкт-Петербург.

2020
- «Sync», Галерея Треугольник, Винзавод, Москва.

 2019 
- «Интерфейс Происходящего» ГЦСИ, Москва[58]
- «Corpi Sonori», Post gallery, Каунас.
- «Transmission», Ground, Москва.

 2018 
- «Until i die», Pogon, Загреб.[59]
- «Self-organization», Kapelica, Любляна.
- «12262», Ч9 галерея, Мурманск.

 2017 
- «Electrofication», HAU2, Берлин.

 2016 
- «Until I die», Kapelica, Любляна.
- «S.O.», BEREG district, Москва.
- «Vertigo», Babel Gallery, Трондхейм.

 2015 
- «Sono Phono», Galeria Municipal, Монтемор-о-Ново.
- «Devices», Электромузей, Москва.[60]

 2014 
- «Faster Than Light», Новый музей, Санкт-Петербург[61].

## Избранные групповые выставки и фестивали
2021 
- «Лаборатория будущего, кинетическое искусство в России», Третьяковская Галерея, Москва.

 2020 
- «Триеннале современного российского искусства», GARAGE, Москва.

 2019 
- «Artificial Intelligence and Intercultural Dialogue», Эрмитаж, Санкт-Петербург.[62]
- «Prepared Wednesdays», dk ZIL, Москва.
- «ifva festival», Hong Kong.
- «Tec Art Festival», Rotterdam.

 2018 
- «The new State of the Living», PERMM Museum of Contemporary Art, Perm.
- «All Possible Paths: Richard Feynman’s Curious Life», ArtScience Museum, Singapore.
- «Crypto», Cultural Center of Spain, Mexico City.
- «Daemons in the machine», MMOMA, Москва.
- «Dutch Modular Festival», tha Hague.
- «Colexpla», Porto.
- «Ars Electronica», Linz.
- «PIF_CAMP», Ljubljana.
- «Measures of Life», Humber Street Gallery, Hull.
- «ADAF 2018», Athens.
- «Poetronika», NCCA, Москва.
- «Impossible is inevitable. Ideas that change the world», The Jewish Museum and Tolerance Center, Москва.[63]
- «Future Love», HEK, Basel.

 2017 
- «Techne», NCCA, Москва.
- «Pixxelpoint», Gorizia / Nova Gorica.
- «November music», 's-Hertogenbosch.
- «Open Codes», ZKM, Karlsruhe.
- «Ars Electronica», Linz.
- «RoboPop». HEK, Basel.
- «No Patent Pending», Hague.
- «Perpetuum Mobile: Russian Kinetic Art», CCA Zarya, Vladivostok.
- «Kunst in Europa 1945—1968.» ZKM, Karlsruhe.[64]

 2016 
- «Open fields», RIXС, Riga.
- «Siggraph 2016», Anaheim.
- «Dark Ecology», Kirkenes, Nikel.[65]
- «Earth Lab», joint project of the Polytechnic Museum Москва and Ars Electronica, Red October, Москва.
- «ReFrag», Parsons Paris, Paris.
- «Regeneration Movement: Rethinking Technology in the Digital Age», National Taiwan Museum of Fine Arts, Taichung.
- «Mirage Festival», Lyon.
- «Quantum Entanglement v2.0», Arsenal, Nizhny-Novgorod.
- «Access to Tools», Cirkulacija², Ljubljana.
- «Abandon Normal Devices», Drugo more, Rijeka, Croatia.

 2015 
- «One Within The Other», MMOMA, Москва.
- «Superconduction. Challenge of Art & Technology», Riga.
- «GLOBALE: Exo-Evolution», ZKM, Karlsruhe.
- «Sono Phono», Galeria Municipal, Montemor-o-Novo.
- «URO», Alice Gallery, Copenhagen.
- «Cyber Arts», Ars Electronica Festival, Linz.
- «Platine Festival», Cologne.
- «Pool Loop Festival», Zurich.
- «Future Everything Festival», Manchester.
- «CTM Festival», HackLab, Berlin.

 2014 
- «Cafe Neu Romance Festival», Praha.
- «Prix Cube», Paris
- «Quantum entanglement», Laboratoria Art & Science Space, Москва.
- «Media Live», BMOCA, Boulder.
- «The Emperor’s New Aesthetic», Emmanuel Gallery, Denver.
- «New Media Night», Nikola-Lenivets.

 2013 
- «Cyberfest», Berlin.
- «Frontier», Laboratoria Art&Science Space, Москва.
- «Archstoyanie», Nikola-Lenivets.
- «Rhythm Assignment», Bonnefanten Museum, Maastricht.
- «Resonate», Belgrade.

 2012 
- «Mythology Online», Polytechnic Museum, Москва.
- «Lexus Hybrid Art», Art Play, Москва.
- «New Media Night», Nikola-Lenivets.
- «Unity Of The Entires», MMOMA, Москва.
- «Media Festival», Platforma, Москва.
- "The Carnival of e-Creativity, " (CeC) Satal, India.

 2011 
- «4th Москва Biennale of Contemporary Art», Art Play, Москва.
- «MIGZ festival», Red October, Москва.
- «Intersection», Mel Space, Москва.
- «Гигиена Шума», галерея «Новое пространство», Самара.

 2010 
- «Prepared Wednesdays», NCCA, Москва.
- «ALT+E», Tretyakov State Gallery / Art Play, Москва.
- «Bent Festival», Tank Theater, New York.

 2009 
- «Art-Zavod», NCCA, Yekaterinburg.
- «MIGZ Festival», 35mm, Москва.
- «Abracadabra», Winzavod, Москва.

## Коллекции
Работы художника находятся в коллекции Государственной Третьяковской Галереи, центра ZKM (Карслруэ), Политехнического музея (Москва), Музея Звука/ГЭЗ-21 (Санкт-Петербург), частных собраниях.

## Фильмография
«Электро Москва» (документальный), реж. Доминик Шпритцендорфер, Елена Тихонова. Австрия, 2012 г.